# Michał Przybyłowicz

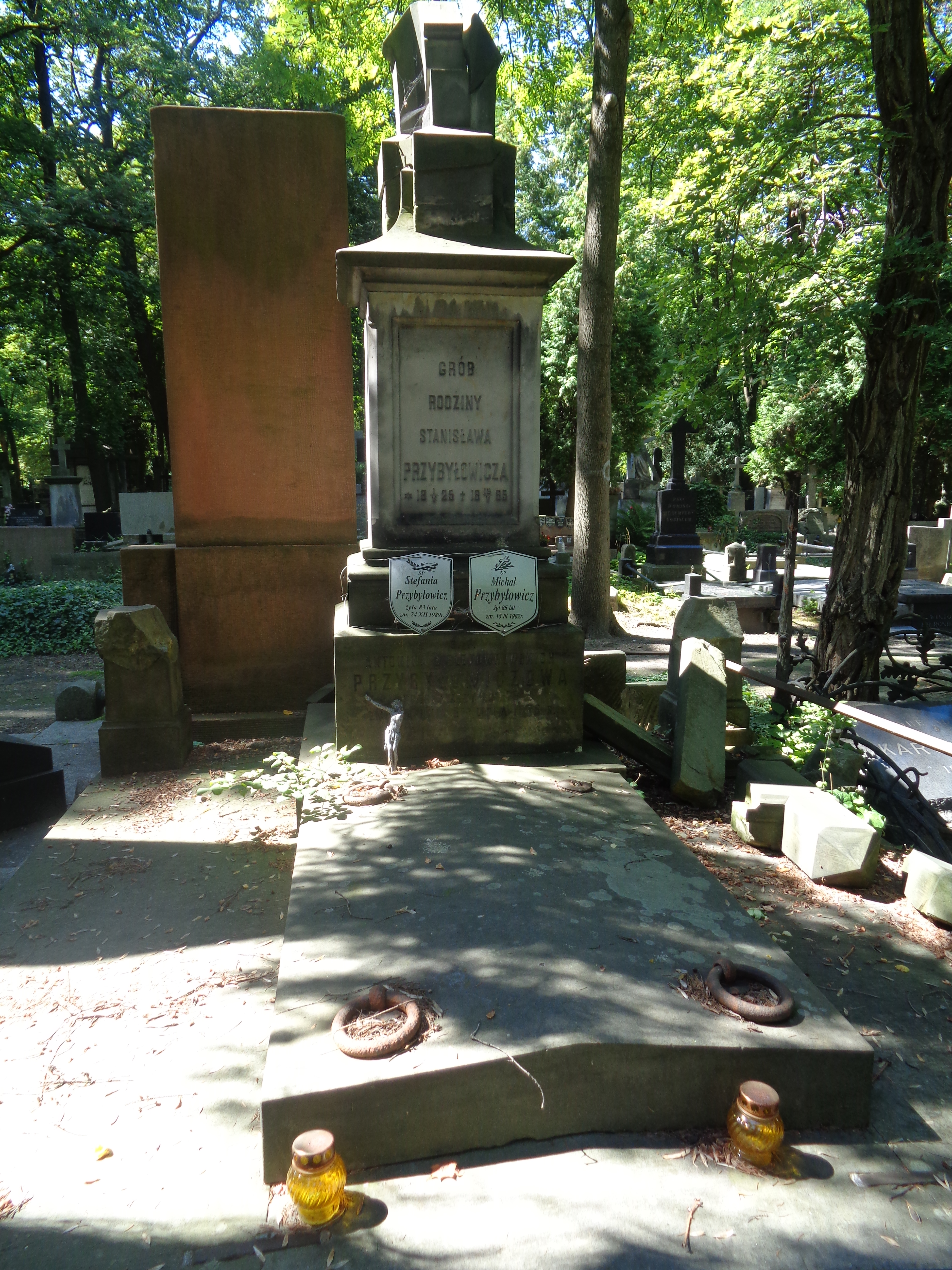
Nagrobek Michała Przybyłowicza na Cmentarzu Powązkowskim

Michał Przybyłowicz pseud. Przewuski (ur. 13 stycznia 1864 w Warszawie, zm. 19 sierpnia 1927 tamże) – polski aktor teatralny i pedagog.

## Życiorys
Sztuki aktorskiej uczył się w szkole dramatycznej Emiliana Derynga, w którego zespole zaczął występował już w 1879 roku. W latach 1882–1885 występował w Lublinie oraz Warszawie (teatr Belle Vue) i wówczas zaczął używać pseudonimu Przewuski. Odbywszy służbę wojskową, na scenę powrócił najprawdopodobniej w 1886 roku w Poznaniu. Następnie grał w Puławach, Warszawie (1887), Krakowie (1887-1889), Odessie (1889), Płocku (1889-1890), Radomiu (1890) oraz ponownie w Warszawie (teatry: Wodewil i Eldorado, 1891) oraz Poznaniu (1891-1893). W latach 1893–1904 był członkiem zespołu Teatru Miejskiego w Krakowie, występując również gościnnie w krakowskim Teatrze Ludowym (1901, 1903), Poznaniu (1898) oraz Sosnowcu (1902). Był również założycielem Czytelni przy Teatrze Miejskim (1902). Wskutek niedowładu nóg w 1904 roku przeszedł na aktorską emeryturę, prowadząc jednak w latach 1904-1910 w Krakowie prywatną szkołę aktorską.
W 1910 roku, po śmierci syna Romualda (ur. 1900) przeniósł się do Nieporętu, gdzie zamieszkał u wuja, miejscowego proboszcza. Tam prowadził tajne nauczanie, a po odzyskaniu niepodległości przez Polskę - prywatną działalność pedagogiczną. Został pochowany na Cmentarzu Powązkowskim w Warszawie.